# Miramar (Buenos Aires)
Pour les articles homonymes, voir Miramar.

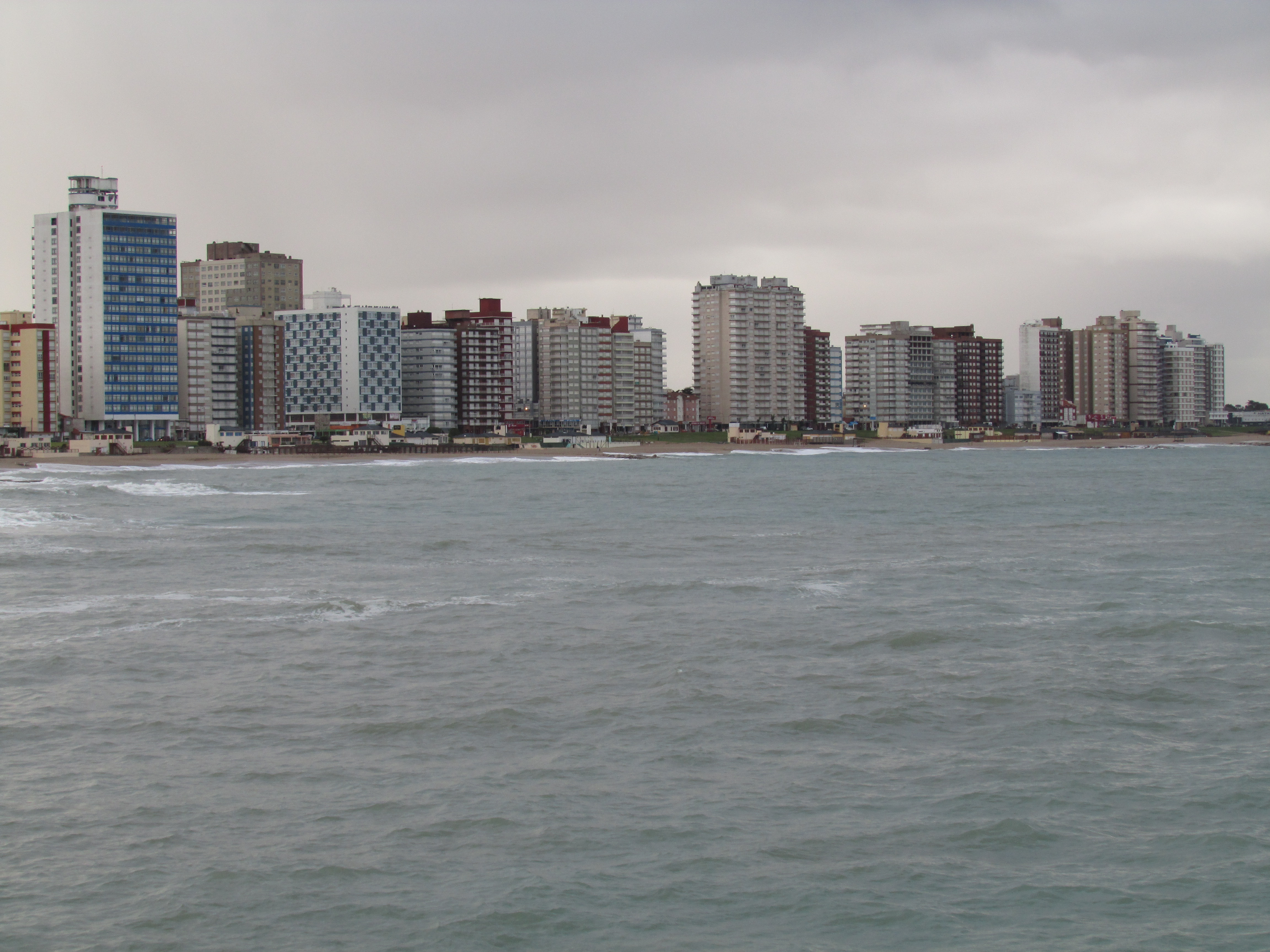
Miramar...

Miramar est une ville et une station balnéaire de la province de Buenos Aires, en Argentine. Elle est située à 410 km (450 km par la route) au sud de Buenos Aires et à 38 km au sud-ouest de Mar del Plata, sur l'océan Atlantique, dans le département de General Alvarado.
Miramar fut dessinée pour les familles et les enfants, avec beaucoup d'espaces verts. En espagnol, elle est connue comme la Ciudad de los Niños y de las bicicletas (la ville des enfants et des bicyclettes).

## Histoire
(juillet 2013).
1870 : Fortunato de La Plaza devient propriétaire du terrain connu aujourd'hui sous le nom de General Alvarado.
1879 : La région passe du département de Balcarce à celui de General Pueyrredón. C'est à cette époque que le projet de bâtir la ville de Miramar fut réalisé par Rómulo Otamendi.
1889 : Construction de la première église de Miramar.
1891 : Le département General Alvarado est créé le 29 septembre, avec Miramar comme capitale.
1911 : La voie ferrée (Ferrocarril Sud) arrive à Miramar.
1920 : Le premier avion atterrit à Miramar.
1927 : Le terrain de golf de Miramar est construit

## Économie
La saison touristique estivale compte pour une grande partie de l'économie de Miramar. Les autres activités sont liées à l'agriculture et aux industries qui s'y rattachent.

## Attractions
- Terrain de golf de Miramar
- Musée Punto Hermengo
- Vivero F. Ameghino, 502 hectares de bois.
- L'aérodrome, Aero Club de la ciudad de Miramar.
- Autodromo Roberto hirch de Miramar, circuit de 1,72 km destiné aux sports mécaniques

D'autres attractions, comme la promenade le long des rivières Durazno et Brisquitas, une réserve écologique et de nombreuses plages.

## Personnalités liées
- Jorge Luis Acha (1946-1996), artiste, peintre, écrivain, scénariste, photographe et cinéaste argentin y est né et mort.